# 百結
百結（ひゃっけつ、ペッキョル、백결）、ないし、百結先生（ひゃっけつせんせい、ペッキョル ソンセン、백결선생、414年 - ?）は、新羅伝来の玄琴（コムンゴ）の名手。訥祇麻立干（第19代新羅王）時代の文臣であった朴堤上の息子とされる。また、兄弟であった朴孝元（박효원）は、高麗の開国功臣で太祖王建の側近である朴述熙から、15代遡った先祖にあたる。 またの名を文良といった。

## 生涯
『符都誌』、『寧海朴氏家系図』などによれば、彼の実名は朴文良（박문량）で、414年（実聖麻立干13年）生まれと記録されている。 朴堤上の息子であり、慈悲王の時には、金城（後の慶州）の狼山（낭산）で暮らしていたという。 芸術に専念するあまり極貧で、服を百ヶ所も繕い縫って着ていたので百結先生と呼ばれた。 琴を奏でて世の中の憂いを忘れたりもしていた。
大晦日に、妻が隣家の臼の音を羨んで、臼の代わりに妻に聞かせた臼の音である「碓楽（대악）」（「大楽」の字が当てられることもある。また、「バンアタリョン」とも呼ばれる）や、官職を離れて帰郷するという曲である『楽天楽（낙천악）』が、特に有名である。清廉潔白だった彼は、宮中からの後援をいっさい断り、自ら困窮する生活を楽しみ、晩年には行方をくらましたという。

## 家族関係
- 父：朴堤上
- 母：マン ブソン（망부석）
  - 兄、または、弟：朴孝元 - 朴述熙の15代先祖
  - 妹：朴氏
  - 妹婿：未斯欣 - 新羅王・奈勿尼師今の第三王子、訥祇麻立干の弟